# Maxthon
Maxthon (ранее MyIE2) — бесплатный веб-браузер для Microsoft Windows-, macOS- и Linux-систем, созданный китайской компанией Maxthon International Limited.
Мобильная версия браузера доступна на платформах iOS и Android.
Maxthon выиграл премию CNET «WebWare 100 Awards» в 2008 и 2009 годах и был включён в список лучших продуктов 2011 года по версии журнала PCWorld’s.

## Возможности
- Параллельный просмотр: одновременный просмотр открытых вкладок на разделённом экране. Каждая вкладка управляется независимо.
- Многодокументный интерфейс с вкладками.
- Сохранение открытых вкладок в случае отказа программы или системной ошибки.
- Отмена действия для случайно закрытых вкладок.
- AD-Охотник — утилита, позволяющая блокировать всплывающие окна, баннеры и объявления на веб-страницах (впоследствии заменён на AdBlock Plus).
- Adobe Flash, Java-апплет и ActiveX-блокатор.
- Поддержка пользовательских скинов.
- Настраиваемые вкладки и пользовательский интерфейс.
- Программируемые жесты мышью и сочетания клавиш мыши.
- Внешний бар — панель инструментов, позволяющая открывать сторонние программы.
- RSS-агрегатор.
- Поддержка плагинов Internet Explorer в дополнение к собственным.
- Частичная поддержка браузерного движка Gecko с использованием дополнительных программ.
- Настраиваемая адресная строка с возможностью переключения между поисковыми системами.
- Автоматические обновления.
- Группы закладок — возможность создавать группы закладок и открывать их одновременно.
- URL-псевдонимы — быстрый переход на сайт через набор псевдонима в адресной строке.
- Облачный блокнот — утилита, позволяющая копировать и сохранять текст с текущей страницы.
- Интегрированные сервисы: возможность использования сторонних расширений, просмотр сохранённых страниц Google, анонимный просмотр через прокси-сервер.
- Поддержка SOCKS5

## История
В первые годы своего существования являлся надстройкой над Internet Explorer, созданной программистом Чанъю (Changyou). Он выложил код в открытый доступ на Bulletin board system в 2000 году, после чего покинул проект MyIE. Версия MyIE2, разработанная Джеффом Ченом на основе открытого кода, вышла в 2002 году. Пользователи из многих стран активно помогали развивать проект, и с их помощью уже в 2003 году была выпущена обновлённая версия браузера, которому дали имя Maxthon. Версия Maxthon 2 вышла в 2007 году.
Версия Maxthon 3, выпущенная в 2010 году, позволяла пользователям переключаться между браузерными движками Microsoft Trident и WebKit. В декабре этого же года пользователям представили первую версию Maxthon for Android. 7 июля 2012 года вышла версия для MAC, в августе 2012 года её дополнили версией для iPhone и iPad.
Maxthon вошёл в список из двенадцати браузеров, которые в 2010 году компания Microsoft представила на сайте BrowserChoice.eu. С этого момента пользователи, проживающие в Европейской экономической зоне, могли выбрать, какой браузер они хотят установить по умолчанию (до этого такой выбор пользователям Windows не предоставлялся, и на всех компьютерах по умолчанию был установлен браузер IE).
С версии 4 в декабре 2012 года браузер приобрёл облачные функции и получил собственное название — «Maxthon Cloud Browser».

## Версии браузера

### Версия 1.x
В первой версии Maxthon 1.x, пришедшей на смену MyIE2, разработчики использовали оболочку браузера Internet Explorer, на основе которой построили многодокументный интерфейс. Браузерный движок Trident обеспечивал Maxthon совместимость с каждой версией Windows, начиная от Windows 95 и заканчивая Windows 7.
Развитие Maxthon 1.x остановилось в 2010 году на Maxthon Classic 1.6.7.35. Этот релиз доступен для загрузки на сторонних веб-сайтах, и его установка возможна на Windows XP, Windows Vista и Windows 7. Ряд расширений для Maxthon Classic также доступен для загрузки на различных форумах.

### Версия 2.x
Версия Maxthon 2.x вышла в июле 2007 года и включала в себя многодокументный интерфейс, позволяющий одновременно работать с несколькими вкладками. Уже через год, в 2008 году обновленный Maxthon стал первым на рынке браузером, предоставляющим пользователям возможность синхронизации вкладок через облако. Также появились новые функции, такие, как совместимость с дополнительными плагинами и расширениями IE и блокировка всплывающих окон. Начиная с этой версии, пользователям предоставили возможность самостоятельно настраивать внешний вид браузера.
Особенности версии:
- Аккаунт Maxthon: бесплатный аккаунт, в котором хранятся вкладки и другая информация пользователя[22].
- Менеджер вкладок: правый клик на панели вкладок открывает меню, из которого осуществляется управление вкладками.
- Жесты мышью: удержание правой клавиши мыши с последующим «рисованием» настраиваемого жеста преобразует движение мыши в последующую команду, облегчая работу с браузером.
- Автозаполнение: запоминание ранее введённой информации в текстовых полях, позволяющее заполнять формы одним кликом мыши.
- Отмена закрытия: после случайного закрытия страницы её будет легко восстановить, кликнув кнопку отмены закрытия. Восстановить можно не только последнюю, но и ранее посещённые страницы.
- Создав аккаунт Maxthon, пользователи получают возможность синхронизировать и хранить свои закладки и другую информацию в облаке.
- Чтение RSS: Пользователям не требуется устанавливать дополнительные программы для чтения каналов RSS. Нажатие на значок RSS рядом с адресной строкой, чтобы перейти в режим чтения канала.
- Перетаскивание: пользователи могут перетаскивать мышью выделенный текст для поиска в интернете. Также можно перетаскивать ссылки и картинки для открытия их в новой вкладке.
- Псевдонимы URL: быстрый переход на сайт через набор псевдонима в адресной строке.
- Суперагент: поддерживает протоколы HTTP, HTTPS, Socks4, Socks4a, Socks5, а также позволяет подключение через прокси, требующие проверки подлинности. Назначить прокси можно в Расширенных настройках.
- Внешние расширения: пользователи могут добавлять внешние расширения и программные ярлыки для одновременной работы с Maxthon. Программы можно настроить таким образом, чтобы они запускались и отключались одновременно с браузером.
- Браузер может блокировать всплывающие окна, объявления и вредоносные страницы.
- Клавиши URL: быстрое открытие одной или нескольких страниц нажатием горячей клавиши.
- Сниффер ресурсов: загрузка медиа-файлов прямо со страницы.
- Снимок экрана: Пользователи могут делать снимки целой страницы или её отдельных элементов, а затем сохранять полученный файл в выбранном формате в заданную папку.
- Менеджер загрузок.
- Браузер позволяет установку дополнительных расширений.
- Внешний вид браузера может быть изменён за счёт использования различных скинов.

### Версия 3.x
Релиз третьей версии браузера состоялся осенью 2010 года. Особенностью версии стала возможность переключения между браузерными движками Microsoft Trident и Webkit для лучшего отображения страниц. Добавлены функции:
- Переключение движков: По умолчанию Maxthon использует режим просмотра страниц, в котором осуществляется через браузерный движок Webkit. Браузер автоматически переключается на режим Ретро (Trident) для отображения определённых страниц.
- Жесты мышью: настраиваемые жесты мышью, с помощью которых осуществляется переключение между вкладками, а также выполняются другие функции.
- Перетаскивание: пользователи могут перетаскивать мышью выделенный текст для поиска в интернете. Также можно перетаскивать ссылки и картинки для открытия их в новой вкладке.
- Умная адресная строка: позволяет осуществлять поиск, набрав ключевые слова прямо в адресной строке.
- Автозаполнение: Maxthon сохраняет имена и пароли посещаемых веб-сайтов в зашифрованном формате, а затем возвращает эту информацию по требованию пользователя.
- Браузер удаляет рекламу и автоматически блокирует всплывающие окна.
- Аккаунт Maxthon: бесплатный аккаунт, в котором хранятся вкладки и другая информация пользователя.
- Создав аккаунт Maxthon, пользователи получают возможность синхронизировать и хранить свои закладки и другую информацию в облаке.

### «Maxthon Cloud Browser»
Maxthon 4 был выпущен 10 декабря 2012 года. Новые функции браузера:
- Отправка в облако: поддерживает отправку текста, изображений, веб-сайтов/ссылок и вкладок в ОС Windows, Mac и Android.
- Отправить в облако и Поделиться: позволяет поделиться текстом, изображениями, веб-сайтами/ссылками и файлами онлайн.
- Облачная загрузка: поддерживает закачку файлов в различных форматах и выгрузку их в «Собственное облако» для резервного копирования на любом устройстве.
- Вкладки в облаке: позволяет пользователям запомнить предыдущие сессии, автоматически синхронизируя вкладки для iOS, Windows или Android-устройств.
- Синхронизация в облаке: синхронизация данных учётной записи с другими устройствами.
- Режим чтения: регулировка размера шрифта и удаление рекламы в текстах для лучшего отображения, а также «ночной режим» для условий низкой освещённости.
- Автозаполнение: Maxthon надёжно сохраняет имена и пароли посещаемых веб-сайтов, а затем позволяет заполнить эту информацию в автоматическом и ручном режимах.
- Браузер удаляет рекламу и автоматически блокирует всплывающие окна.
- Новая сессия: позволяет пользователям и геймерам одновременно заходить на один и тот же сайт с разными учётными записями.
- Сниффер ресурсов: позволяет выбрать и загрузить все фотографии, встроенные видео и аудиофайлы с веб-страницы.
- Mx-Блокнот: удобное чтение и сохранение текстовых заметок и их синхронизация в Windows и Android.
- Режим «Не отслеживать»: позволяет запретить веб-сайтам получать информацию о вас и ваших действиях.
- Безопасные сайты: технология безопасности идентифицирует веб-сайты и предупреждает, если они являются надёжными и безопасными.
- Maxthon блокирует вредоносные веб-сайты и фишинговые атаки автоматически.
- Позволяет запустить новую закрытую сессию (режим Инкогнито), в которой не отслеживается история посещений.

### Версия 5.x
Maxthon 5 был выпущен в октябре 2016 года. Браузер перешёл на кодовую базу Chromium.

### Версия 6.х
Maxthon 6 был выпущен в ноябре 2020 года. Хотя браузер перешёл на кодовую базу Chromium, он по-прежнему поддерживает двойной механизм рендеринга — с помощью движков Trident и Blink.

### Версия 7.х
Начиная с версии 7.3.1.1200 beta (ноябрь 2024 года) браузер обновил движок Chromium до 128 версии и поддерживает только операционные системы Windows 10 и Windows 11, для операционных систем Windows 7 разработчики сохранили, и продолжают поддерживать (на июль 2025 года) версию на 109 ядре 7.2.2.8000

### Мобильные версии

#### Android
Версия Maxthon для Android была впервые выпущена в 2010 году, в 2011 году была оптимизирована для 10-дюймовых планшетов. Новые функции:
- Отправка в облако: поддерживает отправку текста, изображений, веб-сайтов/ссылок и вкладок в ОС Windows, Mac и Android.
- Отправить в облако и Поделиться: позволяет поделиться текстом, изображениями, веб-сайтами/ссылками и файлами онлайн.
- Облачная загрузка: поддерживает закачку файлов в различных форматах и выгрузку их в «Собственное облако» для резервного копирования на любом устройстве.
- Вкладки в облаке: позволяет пользователям запомнить предыдущие сессии, автоматически синхронизируя вкладки для iOS, Windows или Android-устройств.
- Синхронизация закладок: позволяет синхронизировать закладки на iOS, Windows или Android-устройствах.
- Полноэкранный режим просмотра.
- Центр приложений: позволяет найти и группировать веб-приложения и контент.
- Жесты: позволяет использовать жесты для создания, закрытия, переключения и восстановления вкладок.
- Предпросмотр: позволяет загружать страницы автоматически.
- Режим чтения: регулировка размера шрифта и удаление рекламы в текстах для лучшего отображения, а также «ночной режим» для условий низкой освещенности.

#### iOS
Версия Maxthon для iOS была представлен в июле 2012 года. Основные новые функции браузера:
- Отправка в облако: поддерживает отправку текста, изображений, веб-сайтов/ссылок и вкладок в ОС Windows, Mac и Android.
- Отправить в облако и Поделиться: позволяет поделиться текстом, изображениями, веб-сайтами/ссылками и файлами онлайн.
- Облачная загрузка: поддерживает закачку файлов в различных форматах и выгрузку их в «Собственное облако» для резервного копирования на любом устройстве.
- Вкладки в облаке: позволяет пользователям запомнить предыдущие сессии, автоматически синхронизируя вкладки для iOS, Windows или Android-устройств.
- Синхронизация закладок: позволяет синхронизировать закладки на iOS, Windows или Android-устройствах.
- Режим чтения: регулировка размера шрифта и удаление рекламы в текстах для лучшего отображения, а также «ночной режим» для условий низкой освещённости.
- Регулировка яркости: настройка яркости экрана в браузере.
- Блокировка ориентации экрана: поддержка переключения ориентации экрана в браузере Maxthon.
- Защита конфиденциальности: позволяет просматривать сайты без отслеживания ваших действий.
- Новый пользовательский интерфейс: полноэкранный режим просмотра.

#### Mac
Maxthon для OS X был выпущен в июле 2012 года. Все пользователи браузера на Mac с помощью своей учётной записи паспорта Maxthon могут сохранить все пользовательские данные и синхронизировать их на различных устройствах и операционных системах. Основные новые функции браузера:
- Отправка в облако: поддерживает отправку текста, изображений, веб-сайтов/ссылок и вкладок в ОС Windows, Mac и Android.
- Отправить в облако и поделиться: позволяет поделиться текстом, изображениями, веб-сайтами/ссылками и файлами онлайн.
- Облачная загрузка: поддерживает закачку файлов в различных форматах и выгрузку их в «Собственное облако» для резервного копирования на любом устройстве.
- Вкладки в облаке: позволяет пользователям запомнить предыдущие сессии, автоматически синхронизируя вкладки для iOS, Windows или Android-устройств.
- Синхронизация в облаке: синхронизация данных учётной записи (закладки, настройки и т. п.) с другими устройствами.
- Браузер позволяет пользователю выделить URL-адрес или текст веб-страницы, а затем, с помощью перетаскивания в адресную строку, открыть новую страницу или выполнить поиск в Интернете.
- Жесты мыши.
- Менеджер расширений, совместимых с Google Chrome.
- Режим «Не отслеживать»: позволяет запретить веб-сайтам получать информацию о вас и ваших действиях.
- Поддержка Adobe Flash.
- Все пользовательские данные зашифрованы для обеспечения безопасности.